# سنبل هندي
النَارِدِين أو سُنْبُل الطِيب أو السُنْبُل الهِنْدِي أو السُنْبُل السُورِي أو سُنْبُل العَصَافِير هو نبات من الفصيلة الناردينية.

## الموطن و الإنشار
موطنه الأصلي جبال الهملايا وفلسطين .

## الوصف النباتي
خمري اللون احمر له رائحه طيبة يستعمل كمهدئ للاعصاب ومن جذوره يستخرج الزيت والكريم.

## الاستعمال

### في الطب القديم
ذكره ابن جزلة في كتابه المعروف بالمنهاج. و الحكيم حسن بن إبراهيم التفليسي في كتابه.كما ذكره الملك المظفر يوسف بن رسول الغساني في كتابه «المعتمد في الأدوية المفردة».

ذُكِر في الإنجيل: 
| سنبل هندي    | فأخذت مريم مناً من طيب ناردين خالص كثير الثمن ودهنت قدمي يسوع ومسحت قدميه بشعرها | سنبل هندي |
| — يوحنا 3:12 |                                                                                 |           |

.